# Thorectes variolipennis
Thorectes variolipennis is een keversoort uit de familie mesttorren (Geotrupidae). De wetenschappelijke naam van de soort werd in 1876 gepubliceerd door Sylvain Auguste de Marseul.